# Jorge Blanco
Jorge Blanco (født 19. december 1991) er en mexicansk skuespiller og sanger bedst er kendt fra Disney Channels tv-serie Violetta, hvor han spillede rollen som Leon. Jorge Blanco har også medvirket i flimen Tini: The new life of Violetta hvor han spiller rollen som Leon, Violettas kæreste